# 施佩滕貢德山

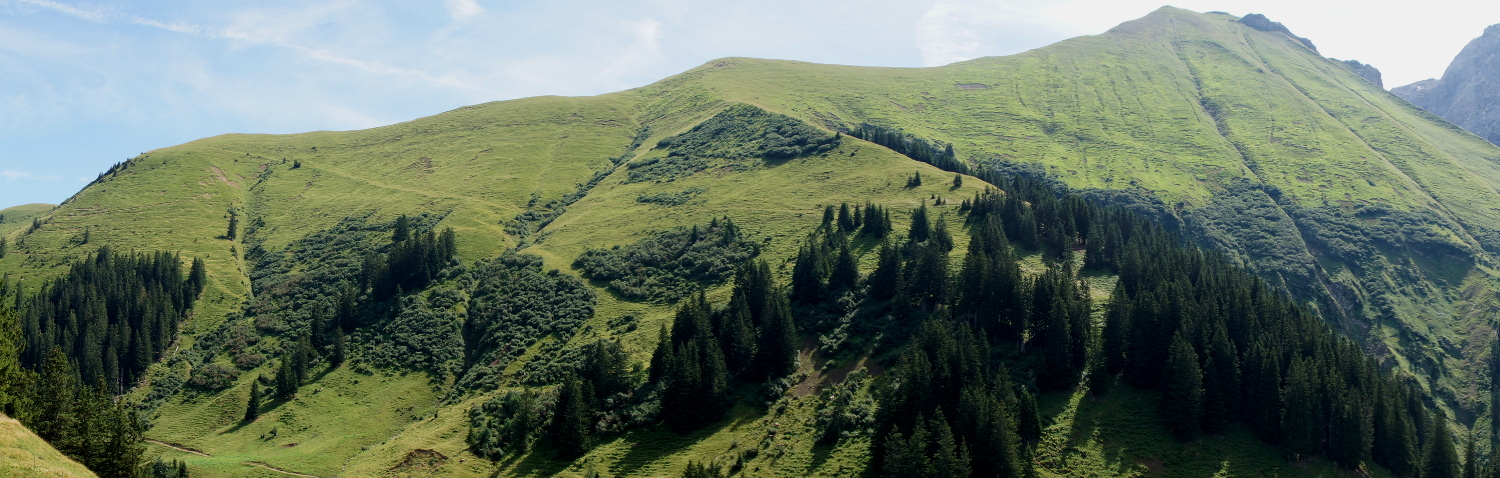

47°19′7.5″N 10°17′21.1″E / 47.318750°N 10.289194°E
施佩滕貢德山（德語：Spätengundkopf），是德國的山峰，位於該國東南部，由巴伐利亞負責管轄，屬於阿爾高阿爾卑斯山脈的一部分，距離維爾登貢德山0.2公里，海拔高度1,993米，每年平均降雨量1,730毫米。